# 7.3cm宣伝ロケット発射器
7.3cm　宣伝ロケット発射器（7.3cm　Propagandawerfer 41）は第二次世界大戦中に使用されたドイツ製のロケット砲である。

## 概要
第二次世界大戦において様々なロケット兵器が実用化されて実戦使用されたが、これはその中で最も珍しい任務を課せられた「兵器」であるといえる。名前が示す通りこのロケットの目的は敵陣の破壊や兵士の殺傷ではなく、プロパガンダ（=宣伝）にある。
この砲から発射される7.3cm宣伝ロケット弾41型の弾頭には宣伝リーフレットが内蔵されており、発射後に敵の頭上で小さな爆発を起こしてこれを散布する仕組みになっていた。
発射器は鉄製のパイプを組み合わせて作られた非常に簡易・軽量なものであり、運搬時は兵士1人で運ぶことができた。
これを運用するために特別な訓練を受けた部隊が編成されたが、生産数・使用回数ともにきわめて少ない。

## 諸元

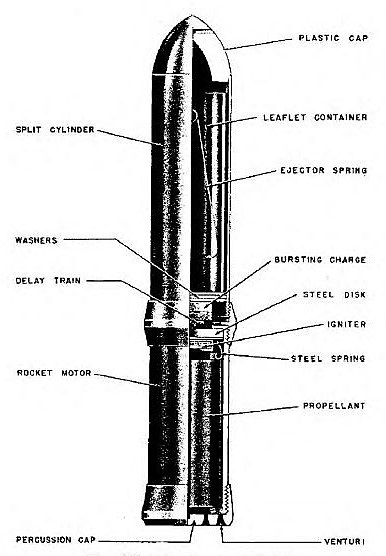
7.3cm　宣伝ロケット弾 41

「7.3cm　宣伝ロケット発射器　41型　（7.3cm　Propagandawerfer 41）」
- 全長：1161mm　（45.7インチ）
- 発射レール長：749mm　（29.5インチ）
- 重量：12.26kg　（27ポンド）
- 発射角度：45°　（固定）

「7.3cm　宣伝ロケット弾　41型　（7.3cm　Propagandagranate 41）」
- 全長：409mm　（16.1インチ）
- 宣伝弾頭長：174.5mm　（6.87インチ）
- 胴部最大直径：72.4mm　（2.85インチ）
- 重量：3.24kg　（7.125ポンド）
- 推進薬重量：0.48kg　（1.0625ポンド）
- 宣伝弾頭ペイロード：0.23kg　（0.5ポンド）

## 参考資料
- Peter Chamberlain , Terry Gander 『WW2 Fact Files,Mortars and Rockets』 （1975）Arco Publishing Company,Inc. ISBN 0668038179